# The WORLD/アルミナ
「the WORLD／アルミナ」（ザ ワールド／アルミナ）は、ナイトメアの9枚目のシングル。2006年10月18日にVapから発売された。

## 概要
2006年10月18日発売。全3タイプ同時発売、Aタイプ・Bタイプ各DVD付、Cタイプ『デスノート』オリジナル描き下ろしイラストジャケット仕様。初回特典としてオリジナルフォトカード1枚封入（全5種類ランダム）。
彼らにとって移籍後初のシングル作品となる。初めてオリコンチャートトップ10入りを果たした。この曲でフジテレビ系『HEY!HEY!HEY! MUSIC CHAMP』に出演し、地上波ゴールデン帯音楽番組に初登場した。

## 収録曲
CD（A・B・Cタイプ共通）
（全編曲：ナイトメア）
1. the WORLD [3:45]
作詞・作曲：RUKA
日本テレビ系アニメ『DEATH NOTE』オープニングテーマ。
歌詞の世界観は、RUKAが『DEATH NOTE』主人公の夜神月から感じ取ったイメージである。
コナミデジタルエンタテインメントの音楽ゲーム『GuitarFreaksV5  Rock to Infinity』&『DrumManiaV5  Rock to Infinity』の提供曲。曲中に流れるミュージッククリップは彼らのミュージッククリップがそのまま使われている。
2. アルミナ [5:04]
作詞・作曲：咲人
日本テレビ系アニメ『DEATH NOTE』エンディングテーマ。
タイトルのアルミナとは、酸化アルミニウム（化学式：Al2O3）のことである。歌詞の世界観は、「the WORLD」を作ったRUKAと同じく主人公の夜神月をテーマにしているが、こちらは咲人が感じたイメージであり、酸化アルミニウムを結晶化すると宝石になることから人間として成長するイメージで書き上げられた。

DVD
- 「the WORLD」PV（Aタイプ）
- 「アルミナ」PV（Bタイプ）

## 収録アルバム
| 曲名      | 収録アルバム        | 発売日        | 備考                  |
| --------- | ------------------- | ------------- | --------------------- |
| the WORLD | 『The WORLD Ruler』 | 2007年2月28日 | 4thオリジナルアルバム |
| アルミナ  | 『The WORLD Ruler』 | 2007年2月28日 | 4thオリジナルアルバム |

## カバー
the WORLD
- Fantôme Iris - 2021年1月14日にアプリゲーム『アルゴナビス from BanG Dream! AAside』に収録。2021年11月17日発売の『ARGONAVIS Cover Collection -Mix-』でCD初収録。